# Mercedes-Benz T1

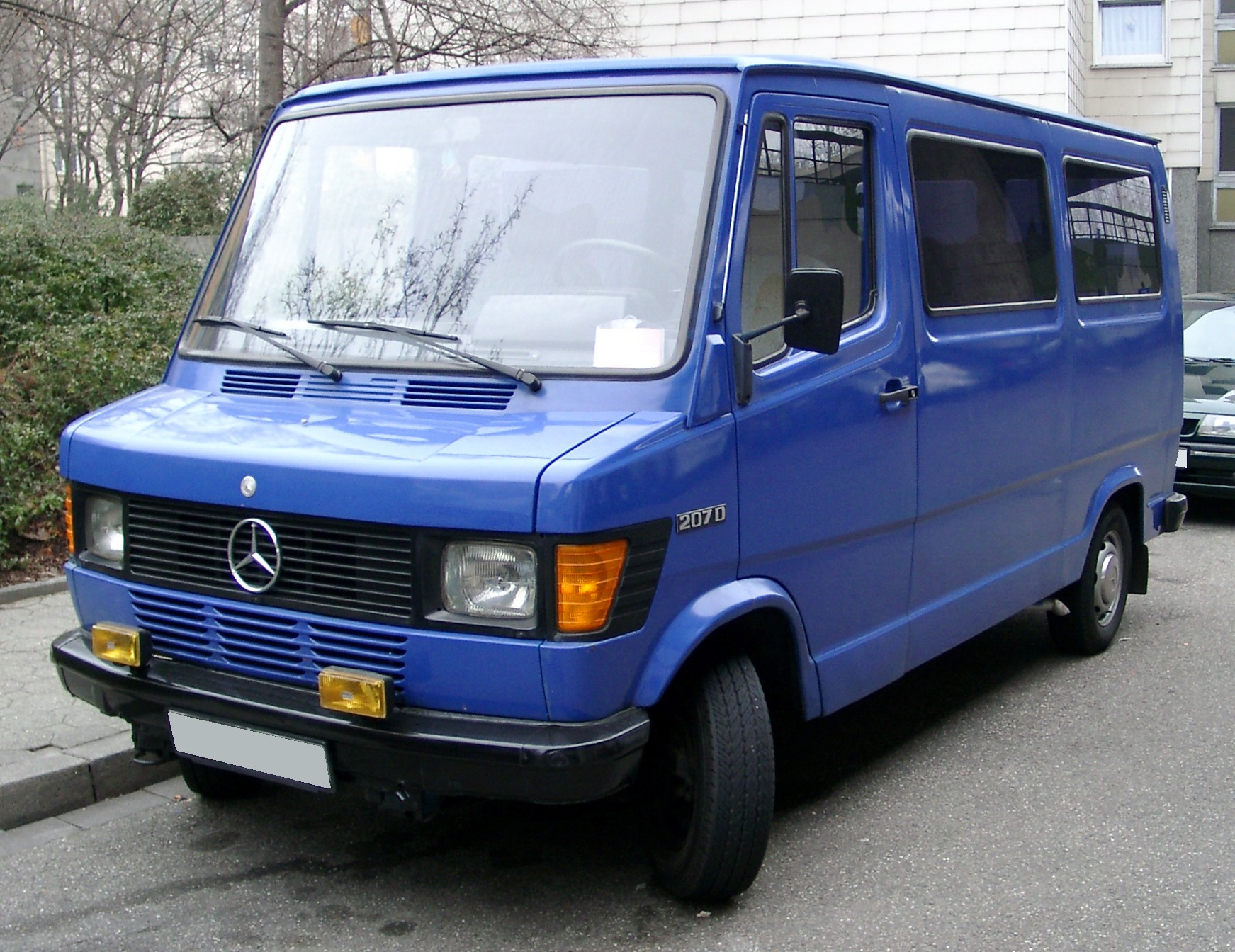
Mercedes T 1

Mercedes-Benz T1 är ett nyttofordon från Mercedes-Benz som tillverkades 1977-1995. Det var företagets första på egen hand utvecklade nyttofordon i den mindre storleken. Föregångaren, Harburger Transporter, hade utvecklats av Hanomag-Henschel som Daimler-Benz köpte upp 1970. Den kallas också Bremer Transporter då den under de första åren tillverkades i Bremen. 1984 flyttades tillverkningen till Düsseldorf. Modellen tillverkas fortfarande i Indien av Force Motors under namnet Traveller och Excel. Efterträdare i Mercedes-Benz-programmet är Mercedes-Benz Sprinter.
Den fanns i flera olika versioner: skåpbil, buss och med flak. 